# Gare (Gadžin Han)
Pour les articles homonymes, voir Gare.
Gare (en serbe cyrillique : Гаре) est un village de Serbie situé dans la municipalité de Gadžin Han, district de Nišava. Au recensement de 2011, il comptait 39 habitants.

## Démographie
| 1948 | 1953 | 1961 | 1971 | 1981 | 1991 | 2002 | 2011 |
| ---- | ---- | ---- | ---- | ---- | ---- | ---- | ---- |
| 346  | 360  | 321  | 234  | 144  | 92   | 59   | 39   |

|  |